# Książnica Stargardzka
Książnica Stargardzka - samorządowa instytucja kultury gminy-miasta Stargard. Powstała 25 marca 2003 w wyniku przekształcenia Miejskiej Biblioteki Publicznej. Książnica Stargardzka obejmuje nadzór merytoryczny nad bibliotekami na terenie powiatu stargardzkiego.

## Historia
Do 1945 roku główną miejską biblioteką był zbiór gromadzony w Collegium Groeningianum. Po II wojnie światowej zbiór został rozproszony po bibliotekach w całej Polsce. W Stargardzie nie pozostał żaden egzemplarz tego zbioru.
Pierwszą wypożyczalnią w powojennym mieście była prywatna biblioteka Eugenii Bargiel, założona w 1947 r. 1 listopada 1946 Powiatowy Inspektorat Szkolny uruchomił w Stargardzie pierwszą publiczną bibliotekę – Bibliotekę Powiatową. Jej zbiór stanowiło początkowo 235 woluminów. 1 lutego 1948 wyodrębniono z jej struktur Miejską Bibliotekę Publiczną. Po 5 latach ponownie skonsolidowano obie placówki, tworząc Powiatową i Miejską Bibliotekę Publiczną.
22 września 1973 roku po odbudowie przekazano bibliotece pomieszczenia w Domu Rohledera, przy ul. Mieszka I, w których Książnica ma swoją siedzibę do dziś. Do zabytku dobudowano także nowy pawilon. 7 lipca 1975 roku powołano Wojewódzką i Miejską Bibliotekę Publiczną Oddział w Stargardzie, która funkcjonowała do 1992 roku kiedy to przekształconą ją w Miejską Bibliotekę Publiczną. 
W latach 90. XX wieku zlikwidowano sześć z siedmiu filii biblioteki, reorganizację przeszła także sama biblioteka. Nazwę Książnica Stargardzka i organizację biblioteka zyskała 25 marca 2003.
1 października 2010 r. Książnica Stargardzka uruchomiła nowy, Dział Pedagogiczny, bazujący na zbiorach byłej Biblioteki Pedagogicznej (Zamiejscowe Zachodniopomorskie Centrum Doskonalenia Nauczycieli w Szczecinie – Filia w Stargardzie).
Z dniem 1 stycznia 2021 r. dyrektorem Książnicy Stargardzkiej została Jolanta Aniszewska, zastępując Krzysztofa Kopackiego. 

## Struktura organizacyjna
- Czytelnia Główna i Informatorium
- Dział Multimedialny
- Dział Dziecięco-Młodzieżowy
- Dział Pedagogiczny (Powstały po przejęciu księgozbioru Biblioteki Pedagogicznej)
- Wypożyczalnia Główna
- Dział Instrukcyjno-Metodyczny
- Dział Gromadzenia i Opracowania
- Filia Książnicy Stargardzkiej na os. Letnim
- Filia Książnicy Stargardzkiej na os. Lotnisko